# Techmex
Techmex Spółka Akcyjna – polskie przedsiębiorstwo informatyczne z siedzibą w Bielsku-Białej, notowane na Giełdzie Papierów Wartościowych w Warszawie.

## Historia
Techmex został założony w 1987 roku. W latach 90. XX wieku Techmex był wyłącznym dystrybutorem sprzętu komputerowego firmy Toshiba.
W 2000 roku podjęto decyzję o rozwoju firmy w nowym obszarze biznesowym GIS (z ang. geographic information systems – systemy informacji geograficznej). Podpisano umowę o współpracy z amerykańską firmą Space Imaging (obecnie GeoEye), dysponującą satelitą komercyjnym IKONOS. Na mocy zawartego porozumienia w październiku 2004 roku przy udziale Agencji Mienia Wojskowego powołano do życia Regionalne Centrum Satelitarne SCOR, które stało się licencjonowanym operatorem tego satelity. Zlokalizowana w Komorowie koło Ostrowi Mazowieckiej stacja odbiorcza jest w tej chwili jedynym w Europie Środkowo-Wschodniej ośrodkiem zarządzania satelitami. To właśnie tutaj pozyskiwane są wysokorozdzielcze zdjęcia satelitarne wykonywane przez satelitę IKONOS, na podstawie których zatrudnieni w Techmex geoinformatycy opracowują produkty geoprzestrzenne – ortofotomapy satelitarne, trójwymiarowe modele zabudowy miast, numeryczne modele terenu, mapy hałasu, mapy wektorowe. Od maja 2004 roku spółka notowana była na Giełdzie Papierów Wartościowych w Warszawie.
W kwietniu 2007 roku powstał Geoserwer – platforma e-commerce umożliwiająca zakup map satelitarnych Polski, a kilka miesięcy później sklep internetowy AC Serwis – oferujący podzespoły do notebooków i drukarek Epson.
W 2008 roku Techmex zatrudniał ponad 250 osób (większość w centrali w Bielsku-Białej), a obroty firmy kształtowały się na poziomie około 160 mln USD rocznie. Oprócz siedziby w Bielsku-Białej firma posiada oddziały w Warszawie i Gdańsku.

### Upadłość likwidacyjna
5 października 2009 bank DnB NORD złożył w Sądzie Rejonowym Wydział VI Gospodarczy w Bielsku-Białej wniosek o upadłość likwidacyjną spółki Techmex S.A. O upadłość spółki wnioski także złożyły: Tech Data Polska i spółka Geokart oraz Zarząd spółki Techmex. W listopadzie 2009 Sąd Rejonowy w Bielsku-Białej ogłosił upadłość likwidacyjną Techmeksu, która uprawomocniła się rok później. Postępowanie zostało zakończone w 2022, w sierpniu spółka została wykreślona z KRS. Z ponad 228 mln zł długu udało się spłacić niewiele ponad 12 mln zł.

## Profil działalności
- Głównym kierunkiem rozwoju spółki były systemy informacji przestrzennej. Partnerami strategicznymi spółki w tym obszarze były takie firmy, jak: GeoEye, Intergraph, ESRI i Oracle.
- Techmex prowadził działalność w obszarze dystrybucji rozwiązań mobilnych (Toshiba, IBM/Lenovo, Maxdata, Motorola), sieciowych (Microsoft, Cisco Systems) oraz oprogramowania (Novell, Microsoft).
- Kolejnym obszarem działalności Techmex był serwis sprzętu IT – pod marką AC Serwis prowadzona była ogólnopolska sieć autoryzowanych punktów serwisowych sprzętu komputerowego marek Toshiba, IBM/Lenovo oraz drukarek Epson.
- W Bielsku-Białej działało również Centrum Szkolenia Techmex, które od 1993 roku posiadało autoryzację Microsoftu, a od 1998 roku Cisco Systems.